# Marcus Douthit
Marcus Eugene Douthit (Syracuse, 15 aprile 1980) è un ex cestista statunitense naturalizzato filippino.

## Carriera
È stato selezionato dai Los Angeles Lakers al secondo giro del Draft NBA 2004 (56ª scelta assoluta).
Con le Filippine ha disputato due edizioni dei Campionati asiatici (2011, 2013).

## Palmarès
- Campione NBDL (2006)